# Andvarinaut
Andvarinaut (neboli Andvariho dar) je kouzelný prsten v severské mytologii, který dokázal vytvářet zlato. 

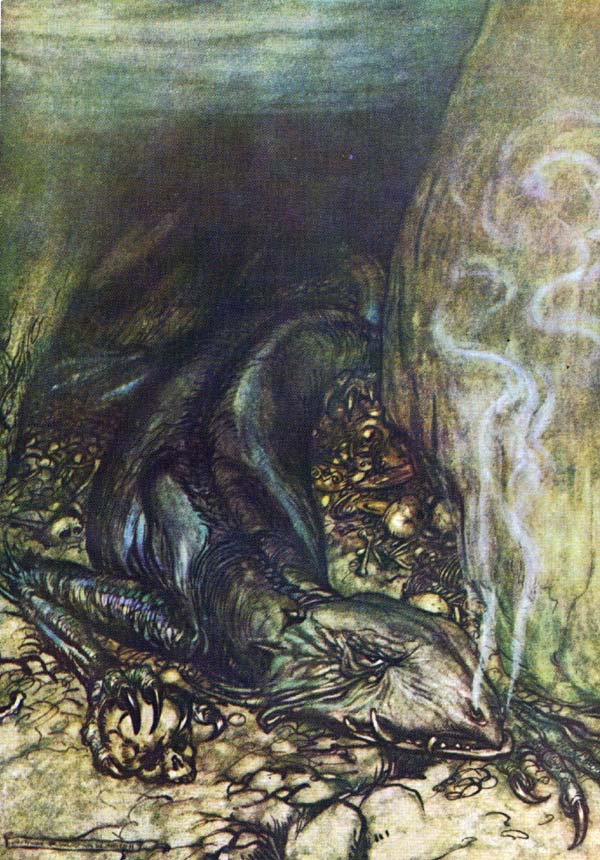
Drak Fafnir střežící prsten a zlatý poklad. Ilustrace k příběhu Siegfrieda od Arthura Rackhama.

Příběh začíná výpravou Odina, Lokiho a Höniho, kdy Loki zabil u řeky kamenem vydru. Loki měl radost, když vydru zabil i s lososem, jehož právě vydra ulovila.  Ásové Lokiho úlovek vzali a šli, až došli k jednomu sedlákovi, kterého požádali o nocleh. Sedlák, který tam bydlel, se jmenoval Hreidmar, byl to král trpaslíků a mocný čaroděj. Ásové pravili, že jídla sebou mají dost a ukázali mu vydru a lososa. Když Hreidmar spatřil vydru, přivolal své syny Fáfniho a Regina a sdělil jim, že jejich bratr Otr byl zabit. Poté i se syny Ásy zajal a spoutal. Sebral Lokimu jeho kouzelné boty a Odinovi jeho meč a oštěp.  Sdělil jim, že vydra byla jeho proměněným synem. Ásové za sebe nabídli výkupné, tak velké, jak si jen Hreidmar určí. Ten jim sdělil, že kůže vydry musí být naplněna a pokryta beze zbytku zlatem. 

Odin tedy vyslal Lokiho do země černých Álfů, tam Loki chytil pod vodopádem skřítka Andvariho do sítě, který tam žil proměnný v podobě štiky. Za jeho svobodu požadoval Loki všechno zlato, co měl u sebe doma ukryto. Andvari mu dal všechno své zlato, kromě jednoho prstenu, který se pokusil před bohem schovat. Loki poručil skřítkovi, ať mu jej dá. Skřítek ho však úpěnlivě prosil, ať mu jej nechá, že s ním bude moci rozmnožovat svůj majetek. Loki však prsten sebral a šel pryč. Andvari na to pronesl kletbu, že prsten přinese zkázu svému majiteli. Lokimu to však bylo jedno a pravil, že se sám postará, aby se kletba donesla k sluchu toho, kdo prsten přijme. 

Vrátil se Hreidmarovi a ukázal zlato Odinovi. Tomu se prsten velimi zalíbil a vzal si jej pro sebe.  Pak vydří kůži naplnili zlatem, a když byla plná tak ji Odin pokryl zlatem ještě na povrchu a vyzval Hreidmara, ať se podívá, zda je pokrytá celá. Hreidmar spatřil na kůži jeden nezakrytý chlup a žádal, aby i ten zakryli, jinak nebude vykoupení platné. Odin tedy zakryl chlup prstenem říkajíc, že teď je úhrada za vydru vyplacena. Když Odin  i Loki  dostali zpět své věci prohlásil Loki že se splní Andvariho kletba: prsten a zlato přinesou zhoubu svému majiteli. A tak se také stalo. 

Zlatu se od té doby říká úhrada za vydru či výkupné Ásů a kovem sváru. 

Hreidmar sice zlato úhradou za syna přijal, avšak Fáfni a Regin chtěli za bratra také svůj díl. Hreidmar jim ho však odepřel. Bratři nato svého otce zabili. Regin poté žádal, aby se s ním Fáfni o zlato rozdělil napůl. Fáfni však prohlásil, že se nebude dělit s bratrem, kvůli kterému zabil svého otce, řekl bratru, ať zmizí, nebo dopadne jako otec. Potom si vzal Hreidmarovu přilbu, zvanou přilba hrůzy (všechno živé se při pohledu na ni bálo). A vzal si meč Hrotti a odešel na Gnitskou pláň, kde si udělal doupě, proměnil se v draka a lehl si na zlato. Regin uprchl se svým mečem zvaným Refil. Fafnim, byl nakonec zabit hrdinou Sigurdem, který daroval prsten valkýře jménem Brynhild. 

Andvarinaut se také stal jedním z ústředních motivů opery Richarda Wagnera - Prsten Nibelungův.